# Комендація
Комендація (від лат. Commendare — рекомендувати, доручати, довіряти) — в Західній Європі раннього Середньовіччя акт вступу під заступництво більш могутньої людини.
Існувало два основних типи комендації:
- акт визнання васалом свого підпорядкування влади сеньйора, за яким слідувала клятва вірності (васал отримував земельне володіння — бенефіцій або феод). Таким чином оформлялися відносини васалітету.

- підпорядкування збанкрутілих вільних людей великому землевласникові. Вступ «слабкої» людини під заступництво більш «сильної» і багатої, що супроводжувалося вступом в поземельну, а потім і в особисту залежність селянина від феодала[1][2].